# ویلن آستواتساتوریان
ویلن آرمنی آستواتساتوریان (ارمنی: Վիլեն Արմենի Աստվածատրյան؛  زادهٔ ۱۹ مهٔ ۱۹۳۳- درگذشته ۱۹ ژوئیهٔ ۲۰۰۶) پزشک کودکان، استاد دانشگاه اهل ارمنستان بود.

## زندگی‌نامه
وی در ۱۹ مهٔ ۱۹۳۳ در ایروان به دنیا آمد و از دانشگاه پزشکی دولتی ایروان (۱۹۵۶) فارغ‌التحصیل گشت. وی عضو آکادمی علوم پزشکی اتحاد شوروی بود. وی همچنین برندهٔ جوایزی همچون مدال مخیتار هراتسی، دانشمند شایسته ارمنستان شوروی (۱۹۸۱)، و جایزه دولتی ارمنستان شوروی (۱۹۷۶) و نشان دوستی خلق شده است. وی در ۱۹ ژوئیهٔ ۲۰۰۶ در سن ۷۳ سالگی در ایروان درگذشت.

## نگارخانه

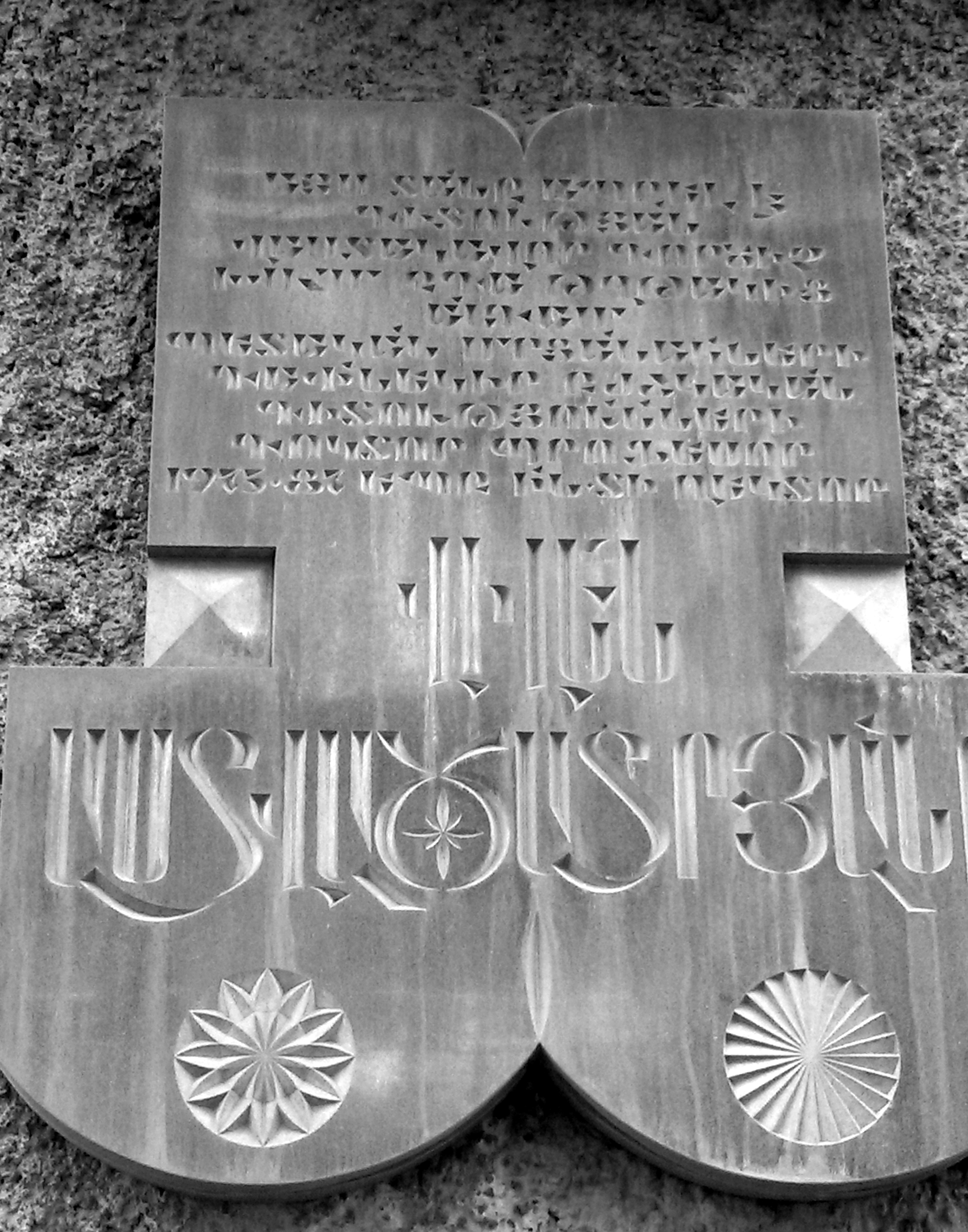

## یادداشت
1. ↑  բժշկական գիտությունների դոկտոր